# Latina (distrito)
Latina é um distrito da cidade espanhola de Madrid. Tem uma superfície de 25,42 km² e conta com 258.667 habitantes.

## Bairros
Este distrito está dividido em sete bairros:
- Aluche
- Campamento
- Cuatro Vientos
- Las Águilas
- Los Cármenes
- Lucero
- Puerta del Ángel

## Património
- Museu de Aeronáutica e Astronáutica
- Aeródromo de Quatro Ventos
- Ponte de Segóvia
- Igreja de Santa Cristina
- Parque de Aluche